# O. Henry
O. Henry, pseudonimo di William Sydney Porter (Greensboro, 11 settembre 1862 – New York City, 5 giugno 1910), è stato uno scrittore statunitense.
I 400 racconti da lui scritti sono celebri per essere ricchi di spirito e giochi di parole, e per il sapiente uso dei finali a sorpresa.

## Biografia

### La gioventù
I suoi genitori si chiamavano Algernon Sidney Porter e Mary Jane Virginia Swain Porter. Quando William aveva solo tre anni la madre morì di tubercolosi, così lui e il padre andarono a vivere con la nonna paterna. Da bambino Porter fu un avido lettore. Lesse qualsiasi cosa, dai classici ai dime novel. Il suo libro preferito era Le mille e una notte. Nel 1876 terminò gli studi nella scuola elementare di sua zia Evalina Maria Porter e si iscrisse quindi alla scuola superiore Lindsey Street. La zia continuò comunque a seguirlo negli studi fino all'età di 15 anni. Nel 1879 iniziò a lavorare come contabile nella farmacia dello zio e nel 1881, a 19 anni, ottenne il diploma di farmacista. Mentre lavorava nel negozio cominciò a mostrare la sua naturale predisposizione artistica eseguendo degli schizzi degli abitanti del paese.

### Il trasferimento in Texas
Nel marzo 1882 Porter accompagnò in Texas il Dr. James K. Hall, nella speranza che il cambiamento climatico fosse d'aiuto per alleviare una persistente tosse che lo affliggeva. Si stabilì nell'allevamento di pecore di Richard Hall, il figlio del medico, a La Salle County, aiutando a sbrigare le faccende dell'allevamento e facendo il pastore oltre che il baby-sitter dei figli del padrone di casa. Mentre stava all'allevamento imparò un po' di spagnolo e tedesco da alcuni lavoratori immigrati. Impiegò il suo tempo anche leggendo i classici della letteratura. La sua salute migliorò e, nel 1884 accompagnò Richard ad Austin, città dove decise di restare, accolto nella casa della famiglia Harrell, amici di Richard. Negli anni seguenti svolse molti lavori diversi, prima il farmacista, poi il disegnatore, l'impiegato di banca e il giornalista. Come occupazione secondaria iniziò anche a scrivere.

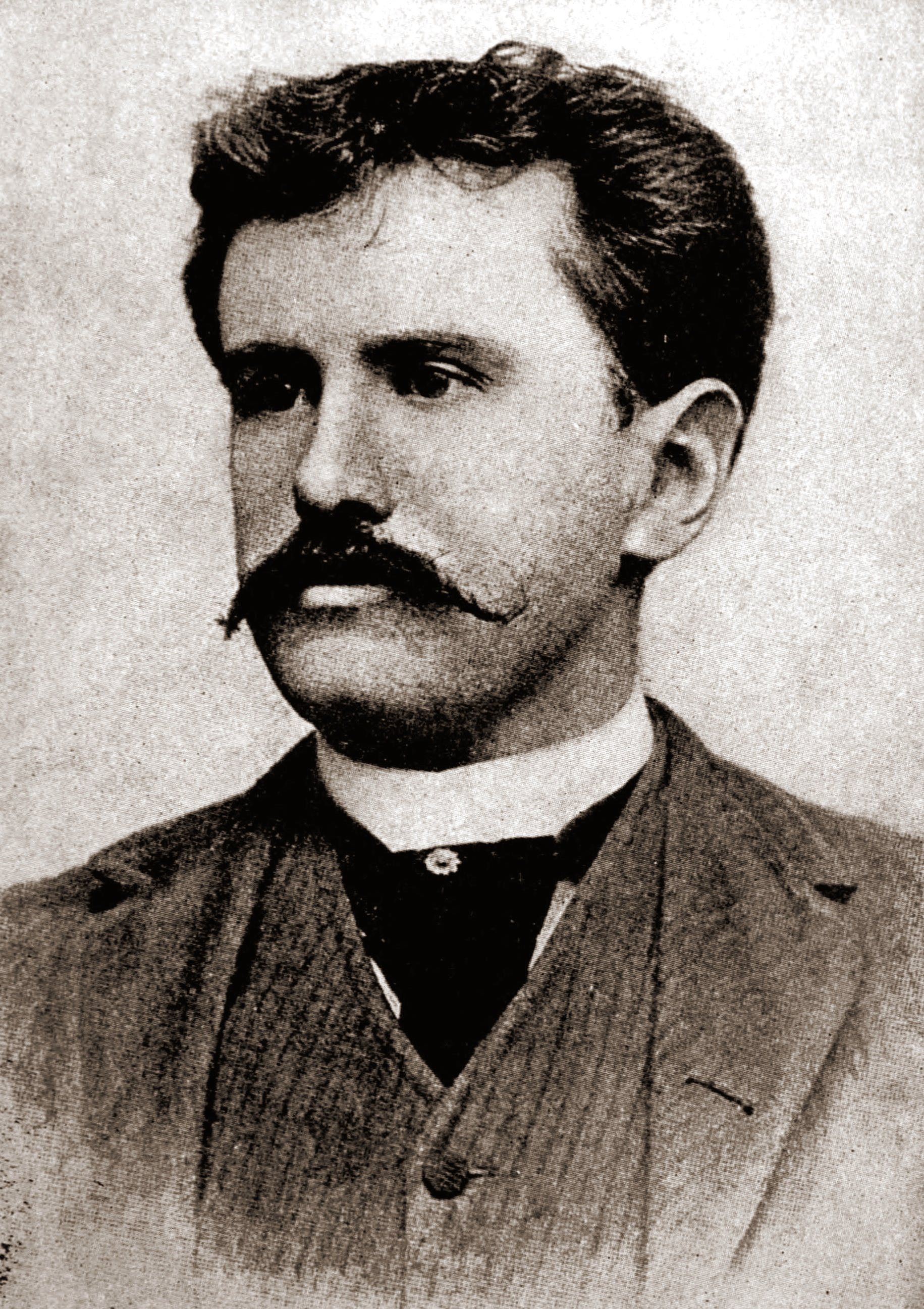
Porter all'età di 30 anni circa.

Ad Austin condusse una vita sociale molto attiva, iscrivendosi tra l'altro a vari gruppi teatrali e canori. Era un valido cantante e musicista; sapeva suonare la chitarra e il mandolino. Diventò membro dell'"Hill City Quartet", un gruppo di giovani che cantavano alle feste ed andavano a fare serenate alle ragazze della città. Conobbe Athol Estes, allora diciassettenne ed appartenente ad una famiglia benestante, ed iniziò a corteggiarla. La madre si opponeva alla relazione perché Athol era malata e soffriva ancora delle conseguenze della tubercolosi, ma il 1º luglio 1887 Porter scappò con Athol a casa del Reverendo R. K. Smoot, che li unì in matrimonio.
La coppia continuò a far parte di compagnie musicali e teatrali, e Athol incoraggiò il marito a dedicarsi alla scrittura. Nel 1888 misero al mondo un figlio che però morì poche ore dopo la nascita e, nel settembre 1889, una figlia battezzata Margaret Worth Porter. Richard Hall, il suo amico, diventò Sovrintendente territoriale del Texas e offrì a Porter un impiego. Iniziò quindi a lavorare nel 1887 come disegnatore per il Texas General Land Office (GLO) con uno stipendio di 100$ al mese, realizzando mappe topografiche e prendendo annotazioni sul territorio. Lo stipendio era sufficiente per mantenere la famiglia, ma continuò ugualmente a collaborare con riviste e quotidiani.
Nel GLO building iniziò a sviluppare i personaggi e le trame per racconti come "Georgia's Ruling" (1900), e "Buried Treasure" (1908) e utilizzò il palazzo, simile a un castello, in cui lavorava per inserirlo in alcuni racconti come "Bexar Scrip No. 2692" (1894). Il lavoro al GLO lo ottenne solo grazie alla carica politica di Hall: questi nel 1890 si candidò per la carica di Governatore ma fu sconfitto. Nel 1891, quando si insediò il nuovo governatore, Porter rassegnò le dimissioni.

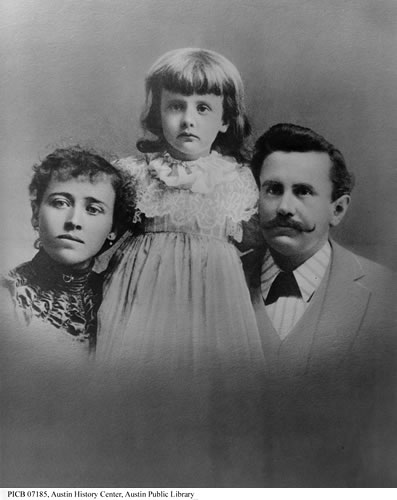
La famiglia Porter verso il 1890 - Athol, Margaret e William.

Nel corso dello stesso anno iniziò a lavorare per la First National Bank di Austin come cassiere e contabile, per lo stesso stipendio che percepiva al GLO. La banca era gestita in maniera poco rigorosa e anche Porter non tenne i propri registri con la dovuta precisione. Nel 1894 venne accusato dalla direzione della banca di appropriazione indebita e perse il lavoro, ma non fu denunciato.
In quel periodo era molto impegnato con il suo settimanale umoristico The Rolling Stone, che proponeva satira sulla società, sulle persone più in vista e sulla politica, e su cui comparivano alcuni suoi racconti e vignette. Anche se raggiunse una tiratura massima di 1500 copie, The Rolling Stone fallì nell'aprile 1895 forse anche a causa dell'umorismo di Porter che era solito punzecchiare i potenti. Porter potrebbe anche aver deciso di chiudere il giornale perché i proventi non erano comunque mai stati sufficienti per mantenere la famiglia. I suoi scritti e i suoi disegni attirarono però l'attenzione del direttore dello Houston Post.
Porter e famiglia si trasferirono a Houston nel 1895, dove iniziò a scrivere per il Post. Lo stipendio era di soli 25$ al mese, ma presto crebbe con l'aumentare della sua popolarità. Porter raccoglieva gli spunti per la sua rubrica girando per gli atri degli alberghi, osservando la gente che incontrava e conversando con loro: una tecnica che usò per tutta la sua carriera di scrittore e giornalista.
Mentre viveva a Houston la First National Bank di Austin venne indagata, gli investigatori federali trovarono diverse irregolarità, e ottennero un'incriminazione contro di lui. Porter fu quindi arrestato con l'accusa di appropriazione indebita, accusa che respinse, a causa della sua precedente occupazione nella banca.

### La fuga e il rientro
Il suocero di Porter pagò la cauzione necessaria ad ottenerne la scarcerazione, ma il giorno prima del processo, fissato per il 7 luglio 1896, lo scrittore fuggì, prima a New Orleans, poi in Honduras. Mentre era nel paese centroamericano, Porter inventò la locuzione "Repubblica delle banane", che in seguito finì per diventare l'espressione di uso comune per descrivere un piccolo stato politicamente instabile dell'America Latina tropicale. Aveva mandato la moglie e la figlia a vivere di nuovo ad Austin presso i genitori ma, sfortunatamente, la salute di Athol diventò troppo precaria per permetterle di raggiungerlo in Honduras come avevano pianificato. Quando seppe che la moglie era in fin di vita Porter, nel febbraio 1897, rientrò ad Austin e si consegnò alla giustizia, in attesa di un processo di appello. Ancora una volta il suocero pagò la cauzione, così poté stare con Athol e Margaret.
Athol Estes Porter morì di tubercolosi il 25 luglio 1897. Porter, che aveva poco da dire in propria difesa, il febbraio seguente fu riconosciuto colpevole delle accuse a lui mosse e condannato a 5 anni di prigione; entrò in carcere il 25 marzo 1898 con il numero di matricola 30664 nel penitenziario federale di Columbus in Ohio. Mentre si trovava in carcere Porter, grazie al suo diploma di farmacista, lavorò nell'infermeria della prigione come farmacista notturno. Gli fu concessa una cella singola nell'ala del carcere adibita ad infermeria e non risulta che di fatto sia mai stato in una normale cella.
Sempre durante il periodo trascorso in carcere pubblicò 14 racconti sotto vari pseudonimi, il più popolare dei quali diventò O. Henry, che utilizzò per la prima volta per un racconto intitolato "Whistling Dick's Christmas Stocking" uscito nel numero del dicembre 1899 del McClure's Magazine. A portare i racconti agli editori ci pensava uno dei suoi amici di New Orleans, in modo che questi non avessero idea del fatto che l'autore fosse un carcerato. Porter fu rimesso in libertà dopo soli tre anni, il 24 luglio 1901, per buona condotta. Si riunì così alla figlia Margaret, che aveva 12 anni, a Pittsburgh dove i genitori di Athol si erano trasferiti dopo il suo arresto. A Margaret non venne mai detto che il padre era finito in prigione, ma le fu detto soltanto che era via per affari.

### Il breve periodo di successi
(O. Henry)
Il periodo più prolifico di Porter come scrittore iniziò nel 1902, quando si trasferì a New York per essere più vicino ai suoi editori. In quella città scrisse 381 racconti, e per oltre un anno ne scrisse uno alla settimana per il New York World Sunday Magazine. Il suo umorismo, la sua caratterizzazione dei personaggi, e le articolazioni delle sue trame furono adorati dai lettori, anche se spesso stroncati dalla critica. In ogni caso iniziò a crearsi una reputazione a livello internazionale, e si ritiene che sia stata la sua opera ad innalzare il racconto a distinta forma d'espressione letteraria.
Nel 1907 si sposò per la seconda volta con la vecchia fiamma della sua giovinezza, Sarah (Sallie) Lindsey Coleman, che aveva incontrato nuovamente mentre si trovava in visita nei suoi luoghi d'origine. Tuttavia, nonostante il successo dei suoi racconti, che venivano pubblicati su varie riviste o radunati in raccolte (o forse proprio a causa della pressione che il successo gli portò), Porter cominciò ad avere gravi problemi di alcolismo.
Nel 1908 la sua salute cominciò a peggiorare, fatto che ebbe naturalmente anche delle conseguenze sulla sua produzione letteraria. Sarah lo lasciò nel 1909, e il 5 giugno 1910 Porter morì per una cirrosi epatica unita alle complicazioni derivanti dal diabete e dalla cardiomegalia. Dopo i funerali a New York, fu sepolto a Asheville, in Carolina del Nord. La figlia, Margaret Worth Porter, morì nel 1927 e fu sepolta insieme al padre. Anche Sarah, quando morì, fu sepolta ad Asheville.

## Alcuni racconti
I racconti di O. Henry sono famosi per il loro finale a sorpresa. Fu soprannominato "La risposta americana a Guy de Maupassant". Entrambi gli autori scrivevano finali a sorpresa, ma i racconti scritti da O. Henry erano più allegri e ottimisti. La maggior parte dei suoi racconti è ambientata nella sua contemporaneità, ovvero i primi anni del XX secolo. Molti si svolgono a New York ma i loro protagonisti sono persone comuni: commessi, poliziotti, camerieri. Sono noti anche per il loro taglio umoristico.
Fondamentalmente figlio del suo tempo, il lavoro di O. Henry è uno dei migliori esempi nella letteratura anglosassone di come si cattura completamente il clima di un'epoca. Sia che stesse girovagando per i pascoli del Texas, cimentandosi nell'arte del "ladro gentiluomo", o esaminando le tensioni sociali nella New York attorno al cambio di secolo, O. Henry ebbe l'inimitabile capacità di isolare alcuni elementi della società e descriverli con un'incredibile sobrietà e grazia espressiva. Alcuni dei suoi migliori, ma meno conosciuti, lavori si trovano nella raccolta Cabbages and Kings, una serie di racconti ciascuno dei quali esplora alcuni singoli aspetti della vita in una cittadina dell'America centrale assolutamente addormentata, e ognuno di essi rivela alcuni aspetti di una trama più ampia, legandosi con gli altri fino a creare una complessa struttura che lentamente si svela sullo sfondo, mentre tratteggia con assoluta precisione una città, diventando così una delle più dettagliate creazioni letterarie di quell'epoca.
- The Four Million (It. I quattro milioni), una raccolta di racconti, si apre con la citazione dell'affermazione di Ward McAllister secondo il quale a New York esistevano solo 400 persone davvero degne di nota. Ma, dice O. Henry, " È arrivato un uomo più saggio - l'addetto al censimento - e la sua più ampia stima del numero di persone interessanti è stata preferita per circoscrivere il campo in cui sono ambientate queste storielle di 'Four Million'". Insomma secondo lui a New York tutti contano. Era ovviamente affezionato alla città, che chiamava "Bagdad-on-the-Subway", (It. La Bagdad sopra la metropolitana)[2] e molte delle sue storie sono ambientate qui.
- A Municipal Report si apre citando Frank Norris, il quale aveva detto:" Buffa l'idea di un romanzo su Chicago o Buffalo o, diciamolo pure, Nashville! Negli Stati Uniti esistono solo tre grandi città -romanzo: New York, naturalmente, New Orleans e, la migliore di tutte, San Francisco." Facendosi beffe di Norris, O. Henry ambienta la sua storia proprio a Nashville.
- The Gift of the Magi (Un dono dei Re Magi) parla di una giovane coppia squattrinata, Jim e Della, che desidera disperatamente potersi comprare i doni di Natale da farsi reciprocamente. All'insaputa di Jim, Della vende il suo bene più prezioso, la sua splendida capigliatura, per poter comprare una catenina d'oro per l'orologio da taschino del giovane marito. Intanto, all'insaputa di Della, Jim fa una cosa analoga e vende proprio l'orologio - tramandato per generazioni - per comprare un prezioso pettine per i capelli dell'amata. Questa semplice trama, da quando è stata composta, è stata copiata, rielaborata e parodiata (in Italia anche in una pièce teatrale di Eduardo De Filippo) e raccontata in modi diversi innumerevoli volte per tutto il corso del secolo, diventando in tal modo forse il più celebre racconto dello scrittore statunitense.
- Il riscatto di Capo Rosso (The Ransom of Red Chief) tratta di due malviventi che rapiscono un ragazzino di dieci anni. Il ragazzo si rivela così terribile e odioso che alla fine i due, disperati, pagano $250 al padre purché se lo riprenda.
- La scomparsa di Aquila Nera (The passing of Black Eagle) racconta quanto sia difficile la vita del duro bandito, tra cavalli selvaggi, armi e scorrerie banditesche.
- The Cop and the Anthem racconta di un vagabondo newyorkese di nome Soapy che decide di farsi arrestare per poter trascorrere il freddo inverno ospite della prigione cittadina. Nonostante tutti i suoi sforzi di combinarne di cotte e di crude, Soapy non riesce ad attirare l'attenzione della polizia. Sconsolato, si ferma davanti ad una chiesa dove il suono di un organo lo spinge a decidere di cambiare vita. Proprio in quel momento viene arrestato per vagabondaggio.
- A Retrieved Reformation vede lo scassinatore James "Jimmy" Valentine procurarsi un lavoro nella banca di una piccola cittadina con l'intenzione di analizzarla per poi svaligiarla. Inaspettatamente si innamora della figlia del banchiere e decide di diventare onesto, assumendo l'identità di Ralph Spencer. Proprio mentre sta per cedere gli attrezzi del mestiere ad un vecchio socio, arriva in banca un poliziotto che lo riconosce e al contempo una bambina per errore si chiude nella cassaforte a prova d'aria. Pur consapevole che la mossa potrebbe segnare il suo destino, Valentine apre la cassaforte per salvare la bambina, ma il poliziotto a sua volta decide di lasciarlo andare.
- After 20 Years, ambientato in una buia strada di New York, punta l'attenzione su un uomo chiamato "Silky" Bob, che rispettando un appuntamento preso vent'anni prima sta per incontrare il suo amico Jimmy davanti a un ristorante. Un poliziotto di passaggio gli chiede cosa stia facendo, Bob glielo spiega e il poliziotto se ne va. Poco dopo, arriva un secondo poliziotto che lo arresta. Dà a Bob un biglietto in cui il primo poliziotto spiega che Jimmy era lui, ed era venuto per incontrare Bob, ma aveva riconosciuto in lui un ricercato. Non volendo arrestare il suo vecchio amico, era andato in cerca di un collega che lo facesse al suo posto.

## Pubblicazioni in Italia
- Come diventare newyorkesi, Mattioli 1885, Fidenza 2020 traduzione di Silvia Lumaca ISBN 978-88-6261-723-9
- Una storia di Natale non finita, Mattioli 1885, Fidenza 2009 traduzione di Franca Brea ISBN 978-88-6261-082-7

## Le origini dello pseudonimo

### Spiegazioni fornite da Porter
Porter dette diverse spiegazioni per la scelta di O. Henry come pseudonimo.
- In un'intervista uscita il 4 aprile 1909 nel The New York Times, spiegò che quando era a New Orleans voleva spedire dei lavori a una rivista, ma aveva intenzione di usare uno pseudonimo. Così, con un amico, presero un giornale e il primo nome che trovarono fu Henry, che Porter decise di usare come cognome. A quel punto gli serviva solo un nome, e l'amico gli chiese: "Perché non usi una semplice lettera iniziale?". Porter rispose: "Bene! La o è più o meno la lettera più facile da scrivere, e O sarà!"[3].
- A un altro giornale disse che la O stava per "Olivier il francese", dopodiché quella redazione pubblicò diverse sue storie sotto il nome di Olivier Henry[4].

### Teorie fornite da altri
Esistono comunque altre teorie in merito:
- Avrebbe tratto il nome dal luogo in cui era stato incarcerato, l'Ohio Penitentiary.
- La famiglia Harrell, presso cui Porter abitò ad Austin, aveva un gatto chiamato Henry, con cui lo scrittore era solito giocare. Il gatto gli sarebbe corso incontro quando Porter chiamava "Oh, Henry!"
- A New Orleans, prima di partire per l'Honduras, Porter si sarebbe spesso rivolto al banconiere del suo bar preferito in questo modo :"Oh Henry, set 'em up again!" (It. Oh, Henry, riempimelo di nuovo!).

## L'eredità

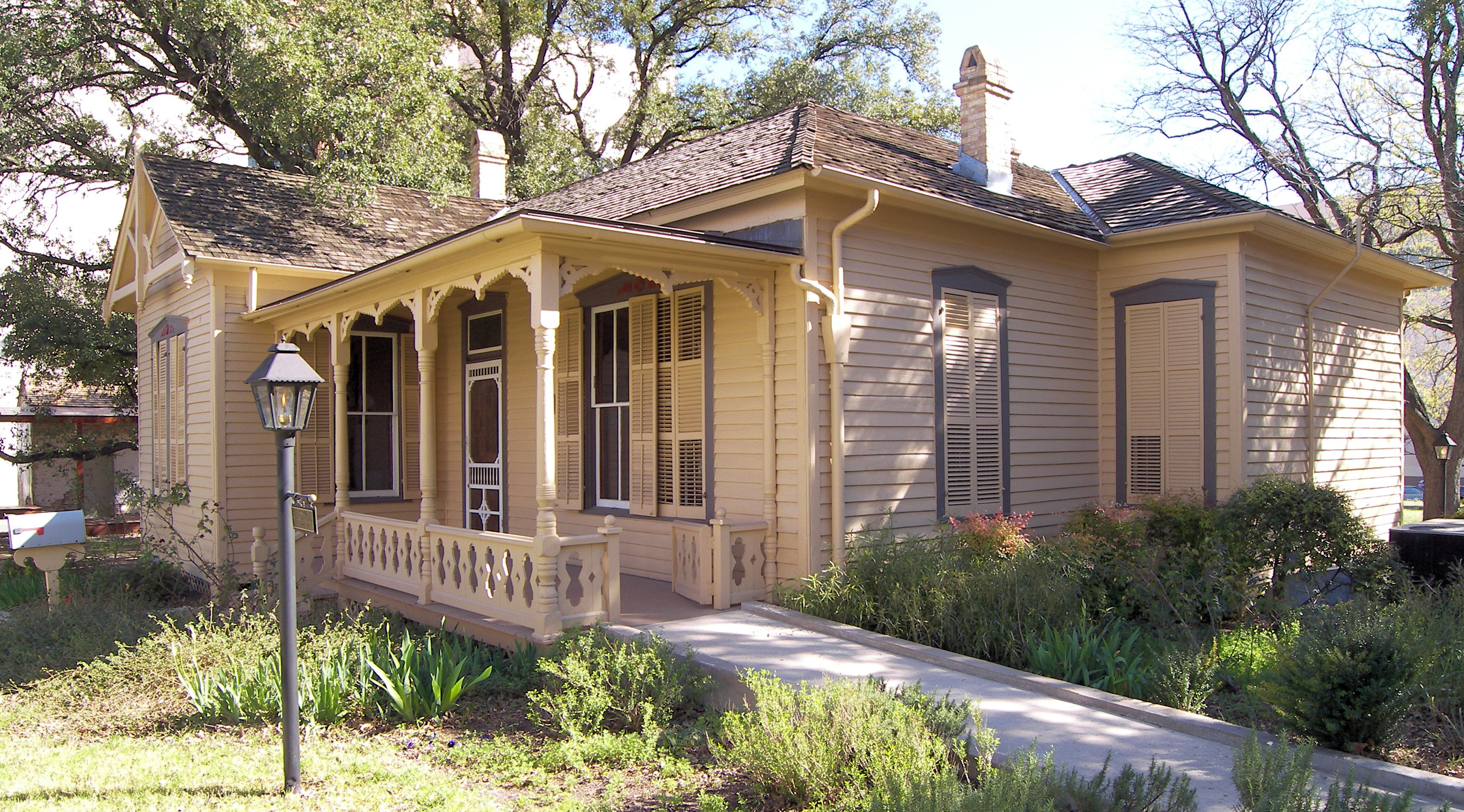
L'O. Henry Museum a Austin (Texas)

- Il Premio O. Henry è un prestigioso premio letterario annuale, l'unico riservato a racconti di grande qualità.
- Il nome di O. Henry è molto popolare in Russia, dal momento che i suoi libri hanno goduto di eccellenti traduzioni (tra le altre, si ricordi quella dello scrittore Evgenij Zamjatin) e di alcune delle sue storie sono state realizzate versioni cinematografiche.
- Nel 1952 venne realizzato un film a episodi tratto da cinque suoi racconti intitolato La giostra umana e diretto da Henry Hathaway e Howard Hawks. L'episodio che riscosse i maggiori favori della critica fu "The Cop and the Anthem", interpretato da Charles Laughton e Marilyn Monroe.

## Filmografia
- Friends in San Rosario, regia di Hardee Kirkland - cortometraggio (1912)